# هامسونغ داي غن
الأمير العظيم هامسونغ (함성대군 | 咸城大君) هو الابن الثامن لإغجو ملك جوسون (익조 | 翼祖). اسمه الشخصي إي أونغو (이응거 | 李應巨) في 3 ديسمبر 1872 أعطي لقب بعد الوفاة (تشوجون) بأمر من الملك غوجونغ (في السنة التاسعة من حكم الملك).

## حياته
هو الابن الثامن لإغجو ملك جوسون (익조 | 翼祖) من زوجته الملكة جونغسغ من عشيرة يونغهنغ تشوي (정숙왕후 영흥최씨). تاريخ ولادته غير معروف. له سبعة إخوة, وأخت واحدة. تزوج امرأة من عشيرة تشونغجو هان.
عاش الأمير العظيم هامسونغ في مقاطعة هامغيونغ الجنوبية وهناك العديد من السلالات التي تعود إليه مثل: جونغبيونغ (정평) وبغتشونغ (북청) وإي وون (이원). تاريخ وفاته غير معروف. قبره في يونغهنغ (영흥 | 永興), في جاك-دونغ (작동 | 鵲洞).

## الأسرة

### الأقارب
- الأب: إغجو ملك جوسون.
- الأم: الملكة جونغسغ من عشيرة يونغهنغ تشوي (정숙왕후 영흥최씨 | 貞淑王后 永興崔氏).
- الإخوة:
  - الأمير العظيم هامنيونغ, (함녕대군 | 咸寧大君), إي آن (이안 | 李安), الأخ الأول.
  - الأمير العظيم هامتشانغ, (함창대군 | 咸昌大君), إي جانغ (이장 | 李長), الأخ الثاني.
  - الأمير العظيم هاموون, (함원대군 | 咸原大君), إي سونغ (이송 | 李松), الأخ الثالث.
  - الملك العظيم دوجو, (도조대왕 | 度祖大王), إي تشن (이춘 | 李椿), الأخ الرابع.
  - الأمير العظيم هامتشون, (함천대군 | 咸川大君), إي وون (이원 | 李源), الأخ الخامس.
  - الأمير العظيم هامرينغ, (함릉대군 | 咸陵大君), إي غوتاي (이고태 | 李古泰), الأخ السادس.
  - الأمير العظيم هاميانغ, (함양대군 | 咸陽大君), إي جون (이전 | 李腆), الأخ السابع.
- الأخوات:
  - الأميرة آني, (안의공주 | 安懿公主), الأخت الوحيدة.

### العائلة
- الزوجة:
  - تزوج امرأة من عشيرة تشونغجو هان.
- الأبناء:
  - الأمير يونغوون (영원군 | 靈源君), إي بلسان (이필산 | 李必山), الابن الوحيد.
- الأحفاد:
  - الأمير غوهنغ (고흥군 | 高興君), إي وون (이원 | 李原), الحفيد الوحيد.
- أبناء الأحفاد:
  - الأمير ننغبونغ (능봉군 | 綾峯君), إي سان (이산 | 李珊).

### ذرية
- سانغهان (상한 | 尙漢), (ولد في 1810 ومات في "غير معروف").